# 東洋輪胎
東洋輪胎株式會社（日语：／ Tōyōtaiya），舊名東洋橡膠工業株式會社（日語：東洋ゴム工業株式会社）為日本的輪胎製造商，創立於1945年8月1日，主要產品為輪胎（轎車、工程車輛、卡車、巴士等）、化工製品（防震橡膠、樹脂管、防水隔熱板等）、汽車零件（防震橡膠、車窗密封條、保險桿等）等。
東洋轄下有「東洋輪胎」（Toyo Tires）和「日東輪胎」（Nitto Tires）兩個品牌，其中日東輪胎原先針對北美洲市場銷售，自2006年起回銷至日本市場，目前在日本國內的市場佔有率位居第四名。

## 历史
東洋輪胎的主要產品為汽車輪胎、工業用橡膠、建築用減震橡膠、塑料製品、軟硬質聚氨酯產品、防水座席、船舶用救命裝置、車廂用空氣發條、汽車配件用防震橡膠、座椅墊、體育用品等。該公司當初創業時，透過三和銀行（現改稱三菱東京UFJ銀行）融資貸款，故屬於UFJ集團旗下Midori會之成員。
2007年3月1日取得命名權，將箱根收費公路冠名成「東洋輪胎收費公路」（TOYO TIRES ターンパイク），至2014年7月31日為止。2008年5月16日該公司獲得日本最大的輪胎製造商普利司通在資本、業務上的協助。

## 旗下事業單位與關係企業

### 日本國內工廠
- 仙台工廠：宮城縣岩沼市
- 桑名工廠：三重縣員辨郡東員町
- 兵庫事業所（明石工廠、兵庫工廠）：兵庫縣加古郡稻美町
- 研究開發中心：大阪府茨木市西中條町
- 輪胎技術中心：兵庫縣伊丹市

### 其他主要關係企業
- 福島橡膠公司（福島ゴム株式会社）
- 東洋輪胎日本公司（株式会社トーヨータイヤジャパン）
- 日東日本公司（ニットージャパン株式会社）
- Softlan Wiz公司（株式会社ソフランウイズ）
- 東洋Softlan公司（東洋ソフラン株式会社）
- 綾部東洋橡膠公司（綾部トーヨーゴム株式会社）
- 仙台服務公司（仙台サービス株式会社）
- 桑名服務公司（桑名サービス株式会社）
- 東洋輪胎物流公司（トーヨータイヤ物流株式会社）
- 東洋精機公司

### 中國關係企業
- 東洋輪胎（上海）貿易有限公司：上海市徐匯區吳中路39號新概念大廈6樓
- 東洋輪胎（上海）貿易有限公司廣州分公司：廣州市天河區天河北路30號時代廣場西1011室
- 東洋輪胎張家港有限公司：江蘇省張家港市
- 東洋輪胎（諸城）有限公司：山東省諸城市瀘河工業區
- 無錫東洋美峰橡膠製品製造有限公司：江蘇省無錫市新區梅村街道群興路9號
- 東洋橡膠化學與工業產品（香港）有限公司：香港灣仔區港灣道30號新鴻基中心3樓301室

## 公司沿革
- 1904年：「平野護謨製造所」成立。
- 1943年12月：以140萬日圓的資本額註冊登記「平野護謨製造所株式會社」。
- 1945年8月：與「東洋橡膠化工株式會社」（東洋ゴム化工株式会社）合併，並更名成東洋橡膠工業株式會社。
- 1947年8月：開始外銷卡車輪胎。
- 1949年5月：在大阪證券交易所正式股票上市。
- 1953年7月：設立伊丹工廠（位於兵庫縣伊丹市）。
- 1955年5月：在東京證券交易所正式股票上市。
- 1961年：9月在名古屋證券交易所正式股票上市；12月設立中央研究所（現改成研究開發中心，位於大阪府茨木市）。
- 1964年9月：設立兵庫工廠（位於兵庫縣加古郡）。
- 1966年7月：設立東洋輪胎美國公司（Toyo Tire U.S.A. Corp.）。
- 1971年4月：設立明石工廠（位於兵庫縣加古郡）。
- 1975年：7月於宮崎縣兒湯郡都農町設置日本首創的輪胎試驗場；9月設立東洋輪胎德國公司（現改稱Toyo Tire Europe GmbH）。
- 1979年2月：與日東輪胎株式會社（日東タイヤ株式会社，現已更名成日東化工株式會社（日语：日東化工））合作生產、技術、銷售、管理等事項。
- 1986年4月：創立汽車零件技術中心（位於愛知縣西加茂郡）。
- 1996年10月：併購菱東輪胎。
- 2001年11月：設置輪胎技術中心（位於兵庫縣伊丹市）。
- 2003年1月：設立東洋輪胎（上海）貿易有限公司。
- 2004年：6月創立東洋輪胎北美公司（現改稱東洋輪胎北美製造公司〔Toyo Tire North America Manufacturing Inc.〕）；9月創設東洋橡塑（廣州）有限公司。
- 2005年7月：成立東洋輪胎英國公司、東洋輪胎比荷盧經濟聯盟公司、日東輪胎北美公司。
- 2006年11月：成立東洋輪胎義大利公司。
- 2008年5月：確立廣告標語為「driven to perform」。
- 2010年4月：創立東洋輪胎張家港有限公司；12月收購總部位於馬來西亞吉隆坡的銀石盾公司（Silverstone Berhad）[2]。
- 2011年6月：併購總部位於山東省諸城市的山東銀石瀘河橡膠輪胎有限公司，並更名為東洋輪胎（諸城）有限公司[3]。
- 2012年：5月31日美國固特異公司出資買回東洋輪胎手中35%、三菱汽車手中5%的日本巨人輪胎（日本ジャイアントタイヤ株式会社）持股[4]。後者原為三方共同於1985年出資成立的OTR（Off-The-Road之縮寫）輪胎工廠，專門生產建築車輛、重型機械、採礦車等機動車輛用之輪胎。
- 2017年5月：總公司從大阪府大阪市遷至兵庫縣伊丹市[5]。
- 2019年1月1日：公司更名為「TOYO TIRE株式会社」，但品牌名稱仍為複數形的「TOYO TIRES」[6][7]。

## 經營危機

### 偽造產品測試證明
2007年11月5日該公司爆發偽造隔熱板性能的事件。該公司將隔熱板樣品送測時，攙入難以燃燒的物質；但是實際上卻未將此物質加入對外銷售的成品中。發生問題的隔熱板從1992年起開始銷售，使用於包含倉庫、工廠、學校等共176幢建築物。糟糕的是，公司領導高層自始至終對這起事件非常清楚，卻選擇對社會大眾掩蓋真相。
2007年10月該公司的「Nichias」系列隔熱板被揭發防火耐熱度不足，最後支付約40億日圓負責重新更換修復這176幢建築物。

### 委託無許可證之業者處理工業廢棄物
2010年12月16日該公司位於宮城縣岩沼市的仙台工廠因委託「Pierre Engineering」（ピアエンジニアリング）處理煤塵廢棄物，但後者並未取得政府認可的許可證，茨城縣警察局除搜索仙台工廠外，並搜索該公司大阪市的總部。

### 篡改抗震橡膠裝置之資料
2015年3月21日國土交通省調查發現東洋橡膠公司過去20年所生產的減震橡膠裝置，不符合當局規定的安全標準，恐怕導致逾145棟建築物於地震時出現倒塌之危險。這些減震橡膠裝置遍佈25個縣，包括學校、醫院、政府辦公室及住宅大廈等。根據調查，該公司從1996年4月開始提供不符合標準的減震橡膠裝置，且公司內部涉嫌竄改抗震性能數據。東洋橡膠公司將更新領導階層，同時加緊更換抗震裝置，以做出補償。

## 外部連結
- （日語）日本官方網站 （页面存档备份，存于）
- （简体中文）東洋輪胎（上海）貿易有限公司 （页面存档备份，存于）
- （繁體中文）東洋輪胎 （页面存档备份，存于）
- （英文）NITTO輪胎 （页面存档备份，存于）